# Waukesha, Wisconsin
Waukesha este un oraș și sediul comitatului Waukesha, statul Wisconsin, Statele Unite ale Americii.

## Personalități născute aici
- Vernor Vinge (1944 - 2024), profesor, scriitor de science fiction.